# 酢酸ビニル
酢酸ビニル（さくさんビニル）、別名ビニルアセタート (vinyl acetate) は、分子式 C4H6O2 で表される、酢酸とビニルアルコールのエステルである。ポリ酢酸ビニルの合成に使われる、工業的に重要な物質である。酢酸ビニル（モノマー）は光や熱で容易に重合するため、微量の重合禁止剤が添加されている。そのため、重合実験などで使用する際は精製して重合禁止剤を除去する必要がある。

## 性質

### 物理的性質
特徴的な甘い香りを有する無色、可燃性の液体。分子量 86.09、比重 0.9312、融点 −93 °C、沸点 72–73 °C。

### 化学的性質
過酸化物や光の作用で重合してポリ酢酸ビニルとなる。このため、通常はヒドロキノンなどの安定剤が添加される。また、希酸またはアルカリにより加水分解すると、酢酸とアセトアルデヒドを生成する。
また、紫外線によって分解し、その過程でアルデヒドやケトン、アルコールが生成される。

### 生物学的性質
国際がん研究機関 (IARC) の分類によれば、酢酸ビニルは「ヒトへの発がん性が疑われる物質（Group 2B）」と評価されている。マウスに対して高濃度 (10,000 ppm) で食道がんを発生した報告があるが、実際にヒトで発がん性を示す証拠は得られていない。

## 製法
工業的製造法はつぎの三つに大別される。
1. エチレンと酢酸と酸素によって合成する方法 (ワッカー酸化)
2. アセトアルデヒドと無水酢酸によって合成する方法
3. アセチレンと酢酸によって合成する方法

今日では、1.エチレンと酢酸によって合成する方法のみが実用に供せられており、他の方法は廃れている。

## 用途
ほとんどが合成樹脂の原料として、ポリビニルアルコールまたはポリ酢酸ビニル、もしくはエチレンとの共重合体の製造に使用されている。

### ポリ酢酸ビニル
ポリ酢酸ビニル (PVAc) は酢酸ビニルをラジカル重合することで得られる無色透明の熱可塑性樹脂である。

### エチレン酢酸ビニルコポリマー
エチレン酢酸ビニルコポリマー (EVA) はエチレンと酢酸ビニルから合成される共重合体である。酢酸ビニルユニットに起因する接着性と、柔軟さを持つ合成樹脂である。紙容器類のコーティング材（食品包装紙や紙コップなど）、布・紙ラベルの接着剤、エマルジョン系接着剤、チューインガムベース、人工芝、サンダルの底材、バスマット、浴室掃除用ブーツ、ビート板、なわとびなどに利用されている。

### ポリビニルアルコール
ポリ酢酸ビニルの酢酸エステル残基を加水分解すると、ポリビニルアルコール (PVA) が得られる。ビニルアルコール（アセトアルデヒドのエノール互変異体）は分子構造が不安定で、これをモノマーとして重合することができないため、酢酸ビニルを経由して製造される。非常に親水性の高い合成樹脂である。